# Centovalli (commune)
Centovalli est une commune suisse du canton du Tessin.

Photo aérienne (1946)

Elle est née le 25 octobre 2009 à la suite de la fusion des anciennes communes de Borgnone,  Intragna et Palagnedra, selon approbation du Conseil d'État du 8 avril 2009. La commune tire son nom de la vallée des Centovalli.